# Бурдинка
Бурдинка — река в России, протекает по Татарстану. Устье реки находится в 28 км по правому берегу реки Зыча. Длина реки составляет 15 км, площадь водосборного бассейна 104 км².

## Данные водного реестра
По данным государственного водного реестра России относится к Камскому бассейновому округу, водохозяйственный участок реки — Кама от Нижнекамского гидроузла и до устья, без реки Вятка, речной подбассейн реки — бассейны притоков Камы до впадения Белой. Речной бассейн реки — Кама.